# Tentativa de golpe de Estado em Benin em 1977

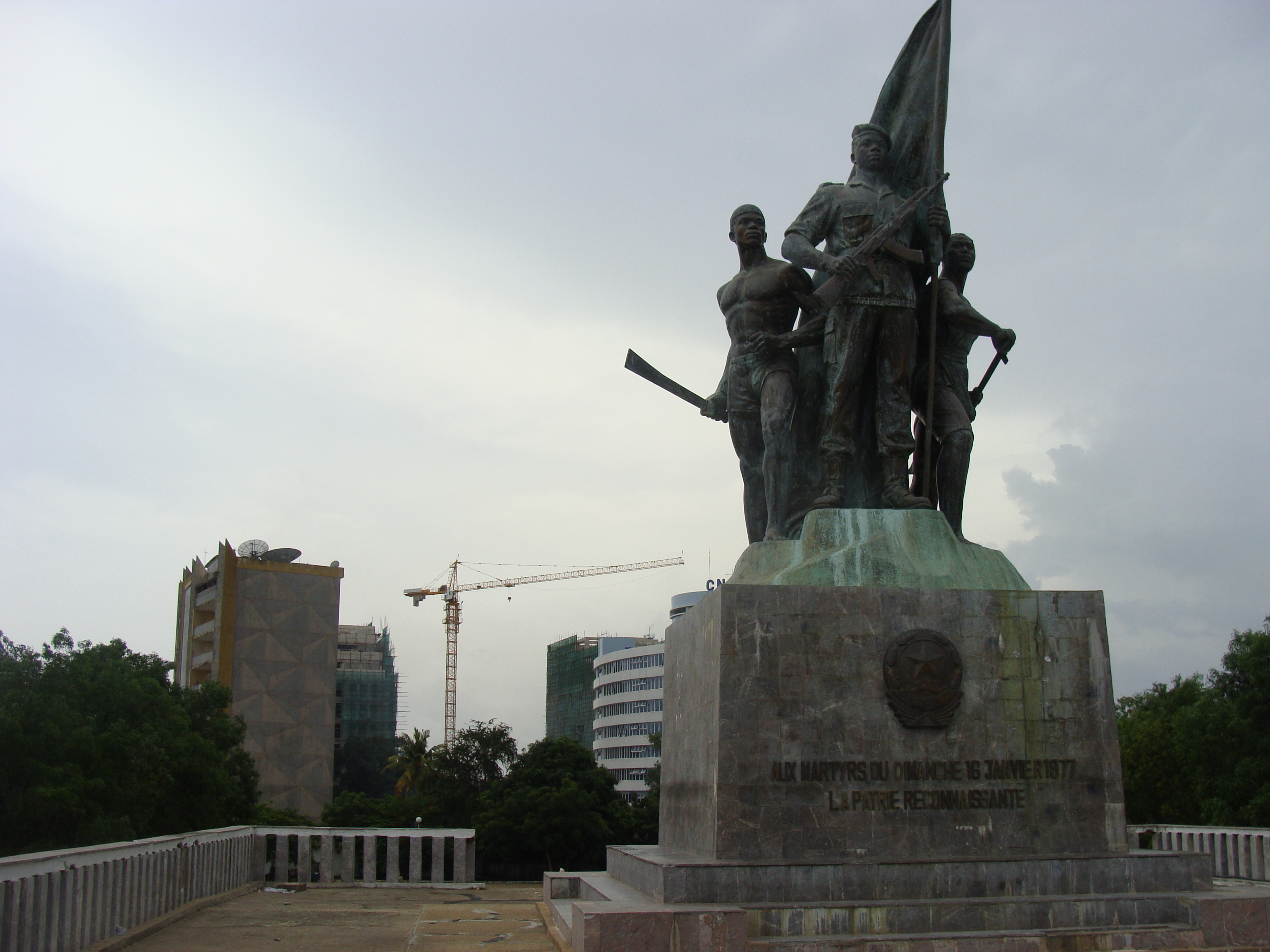
Monumento erigido na Praça dos Mártires, em Cotonou, Bénin, em homenagem às vítimas da tentativa de golpe de estado de Janeiro de 1977

A tentativa de golpe de Estado em Benin em 1977, Opération Crevette ou Operação Camarão, foi uma tentativa fracassada de uma equipe de mercenários liderada por franceses de derrubar o governo de Benim, que era então chefiado por Mathieu Kérékou cujo partido comunista, o Partido Revolucionário do Povo do Benin, era o único partido político permitido no país. O golpe ocorreu em 17 de janeiro de 1977 e incluiu uma invasão fracassada da cidade portuária de Cotonou por mercenários contratados por um grupo de rivais políticos exilados do Benim. 
Bob Denard foi o líder do grupo de mercenários e embora Jacques Foccart negasse o conhecimento da tentativa de golpe depois de seu fracasso, ele reconhece que tinha sido apoiado por Gnassingbé Eyadéma (Togo), Félix Houphouët-Boigny (Costa do Marfim), Omar Bongo (Gabão) e Hassan II (Marrocos), todos aliados da França. 
O golpe seria um dos vários contra Kérékou, que sobreviveu a numerosas tentativas de derrubá-lo, incluindo duas tentativas de golpe em 1988. 